# Dunlap, Iowa
Dunlap är en ort i Crawford County, och Harrison County, i Iowa. Orten har fått sitt namn efter järnvägsfunktionären George L. Dunlap. Enligt 2020 års folkräkning hade Dunlap 1 038 invånare.